# Iphiaulax contemptus
Iphiaulax contemptus är en stekelart som beskrevs av Cameron 1909. Iphiaulax contemptus ingår i släktet Iphiaulax och familjen bracksteklar. Inga underarter finns listade i Catalogue of Life.